# Czarna Turnia (Łysanki)

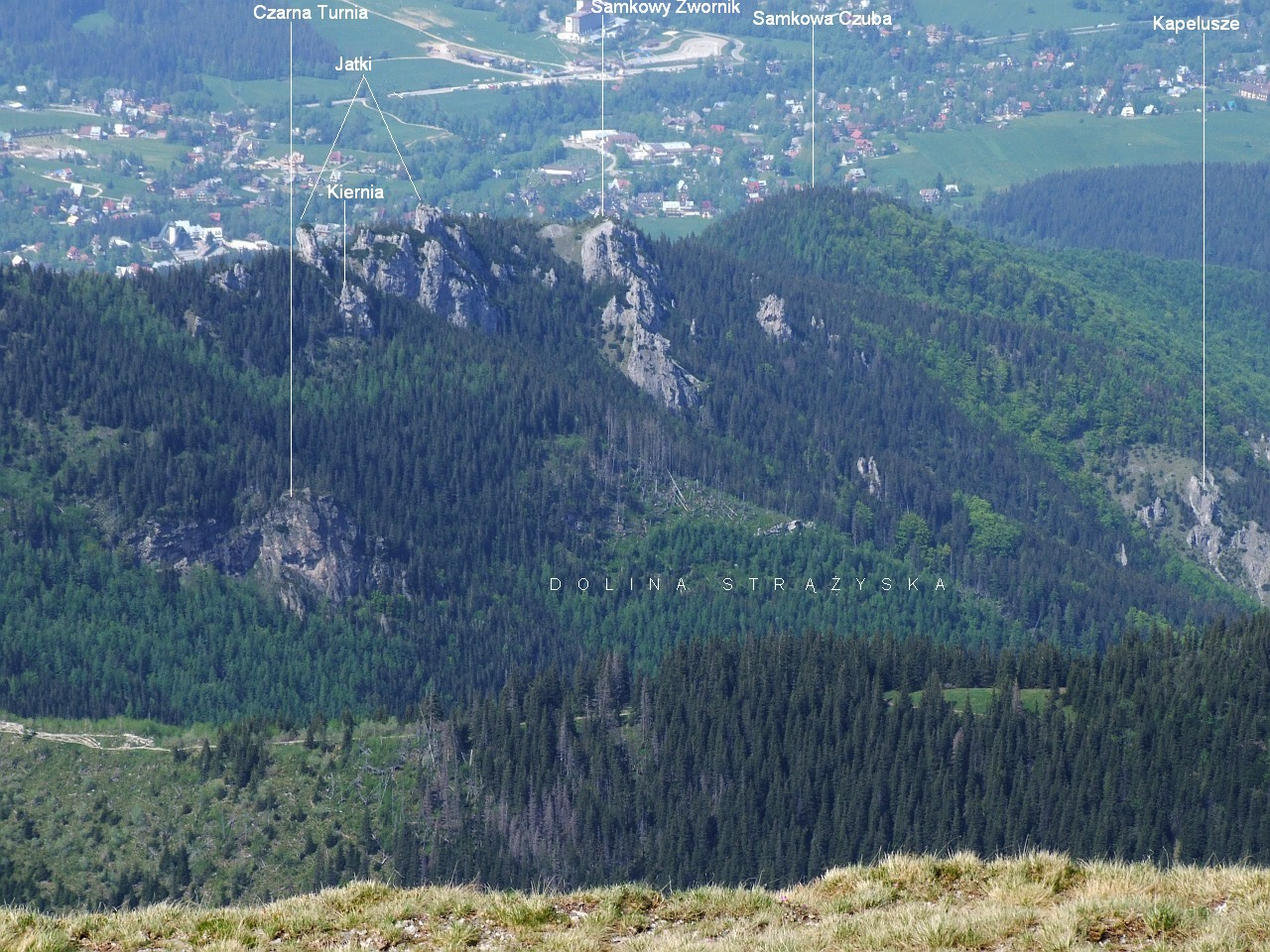
Czarna Turnia po lewej stronie

Czarna Turnia – ściana w północnych zboczach Doliny Grzybowieckiej (górne odgałęzienie Doliny Strążyskiej) w polskich Tatrach Zachodnich. Wznosi się w południowo-wschodnim grzbiecie Łysanek, poniżej najwyższego ich szczytu. Ma wysokość około 25 m, wznosi się w lesie i zbudowana jest ze skał węglanowych: dolomitów i wapieni
Pod ściana Czarnej Turni znajdują się cztery niewielkie jaskinie: Dziura w Czarnej Turni I, Dziura w Czarnej Turni II, Dziura w Czarnej Turni III i Dziura w Czarnej Turni IV.